# Eveline Saalberg
Eveline Saalberg (Arnhem, 30 juli 1998)  is een Nederlandse atlete, die gespecialiseerd is in de 400 m en de 400 m horden. Op beide onderdelen werd ze een keer Nederlands kampioene. Haar voornaamste successen boekte zij tot nu toe als lid van het nationale team op de 4 × 400 m estafette. In 2022 werd zij hiermee Europees outdoorkampioen en in 2023 zowel Europees indoorkampioen als wereldkampioen. Op dit estafetteonderdeel stond tevens van 2022 tot 2024 het Nederlandse outdoorrecord mede op haar naam en was zij van 2023 tot 2024 mede-indoorrecordhoudster. Op de wereldkampioenschappen in 2022 nam zij in de series bovendien deel aan de 4 × 400 m gemengd, het team dat in de finale een zilveren medaille veroverde. In 2024 was zij ook lid van het Nederlandse team dat op de wereldindoorkampioenschappen in Glasgow op de 4 × 400 m kampioene werd in recordtijd. Zelf kwam zij hierbij uit in de series. Later dat jaar won zij op de Olympische Spelen van Parijs zilver op de 4 × 400 m. Ook hier liep zij in de series.

## Loopbaan

### Jeugd en beginjaren
Saalberg komt uit een sportief gezin. Op de basisschool viel haar aanleg voor de atletiek al op. Op sportdagen was ze met name goed in sprinten en ver- en hoogspringen. Haar leerkracht vond dus, dat atletiek wel iets voor haar zou zijn. "Mijn ouders hebben elkaar op een atletiekvereniging leren kennen. Dus ik dacht: waarom niet?" Al op achtjarige leeftijd meldde de uit Vessem afkomstige atlete zich daarom aan als lid van GVAC in het nabijgelegen Veldhoven. Begonnen met de meerkamp, richtte zij zich vanaf haar zestiende op de langere sprintonderdelen en veroverde in de jeugdcategorieën die ze doorliep enkele medailles op de 200 en 400 m op Nederlandse juniorenkampioenschappen.

### Eerste successen
Tijdens haar studententijd onderscheidde de studente geneeskunde zich door meervoudig Nederlands studentenkampioene te worden. Dit alles combineerde ze met een bestuursjaar als voorzitter bij Studenten atletiekvereniging MSAV Uros.
Haar doorbraak bij de Nederlandse top beleefde Saalberg op de Nederlandse kampioenschappen in 2019 in Den Haag. Geheel tegen de verwachting in won ze hier de titel op de 400 m horden. Ze dook voor de eerste keer onder de minuut met een tijd van 58,86 s. Na afloop verklaarde ze dat 'op een trainingsvakantie in Zuid-Tirol ze zich volledig kon focussen op de techniek van het hordelopen'.

### Overstap naar Papendal
In het najaar van 2019 sloot Saalberg zich aan bij de trainingsgroep van atletiekcoach Laurent Meuwly om op Papendal samen te gaan trainen met onder andere Eva Hovenkamp en Femke Bol. Dit combineerde ze met haar studie aan de Universiteit van Maastricht. Vanaf 2020 liep ze coschappen in het Máxima Medisch Centrum.
De overstap naar Papendal bleek een schot in de roos. De trainingen met de nieuwe groep, de goede begeleiding van haar coaches en het intensievere trainingsschema zorgden voor een grote vooruitgang. "Bovendien ben ik op Papendal pas serieus krachttraining gaan doen. Dat heeft denk ik ook veel verschil gemaakt." Op de Nederlandse indoorkampioenschappen van 2020 werd Saalberg op de 400 m in het kielzog van Femke Bol en Lieke Klaver derde in 53,65 s, een verbetering van haar PR op dit onderdeel met ruim twee seconden! Tijdens het outdoorseizoen, dat vanwege de coronapandemie een gedecimeerd wedstrijdprogramma bood, snelde zij op de NK in Utrecht, dat zonder publiek werd afgewerkt, op de 400 m in 54,16 naar het zilver. In de hieraan voorafgaande ronde had zij reeds 54,01 voor zich laten klokken. Verder waren er nog enkele buitenlandse wedstrijden, waar zij nuttige ervaringen opdeed. Want wedstrijden in het buitenland, daar had ze tot dan toe nog niet zoveel aan deelgenomen.

### Strijd om plaats in estafetteteam
Het jaar 2021 was een belangrijk atletiekjaar, omdat eerst de Europese indoorkampioenschappen in het Poolse Toruń zouden plaatsvinden, later gevolgd door de door de coronapandemie van 2020 naar 2021 verschoven Olympische Spelen in Tokio. Voor Saalberg lagen er kansen om naast Femke Bol en Lieke Klaver een plaatsje te veroveren in de ploeg voor de 4 × 400 m estafette op beide toernooien.
De GVAC-atlete begon goed met een vierde plaats op de 400 m tijdens de NK indoor in 53,79, slechts 0,14 seconden boven haar PR uit 2020. Ze verdiende er inderdaad uitzending naar de EK indoor in Toruń mee. Daar kwam zij echter niet in actie, omdat er vanwege het beperkte aantal deelnemende landen direct een finale werd gelopen en men om die reden er de voorkeur aan gaf om de meer ervaren Lisanne de Witte, die overigens niet aan de NK indoor had deelgenomen, in te zetten. Het Nederlandse team, naast Bol, Klaver en De Witte aangevuld met Marit Dopheide, liep naar het goud in 3.27,15, een Nederlands record. Een tweede kans om ervaring op te doen in een estafetteteam kreeg Saalberg vervolgens begin mei bij de World Athletics Relays in Chorzów. Ze nam er deel aan zowel de 4 × 400 m estafette voor vrouwen als de 4 × 400 m gemengd. In de eerste estafette werd zij alleen in de series ingezet, in de tweede alleen in de finale. Opvallend was hierbij, dat in de estafette voor vrouwen in de finale, met Lieke Klaver op de plaats van Eveline Saalberg, bijna twee seconden langzamer werd gelopen dan in de serie (3.30,12 om 3.28,40). In de gemengde estafette werd geëxperimenteerd met de bezetting. Alleen Nout Wardenburg liep zowel serie als finale; de overige ploegleden kwamen elk slechts eenmaal in actie, waarbij Saalberg ditmaal in de finale was opgesteld, waarin de ploeg als achtste en laatste finishte.
Op de NK in Breda moest Saalberg, wilde zij kans maken op uitzending naar de Spelen in Tokio, op de 400 m bij de eerste vijf eindigen. Ondanks een goede 53,91 werd zij echter zevende en dus zat uitzending naar Tokio er niet in. Zij liet zich hierdoor echter niet uit het veld slaan en kwam kort na de Spelen zelfs tot haar beste tijden. Eerst verbeterde zij op 21 augustus haar PR op de 400 m aanzienlijk door in een Diamond League wedstrijd in Bern 52,19 voor zich te laten noteren, waarna zij haar seizoen op 1 september afsloot met een eerste optreden in de Memorial Van Damme. Daar werd zij op de 400 m achter winnares Camille Laus tweede in 52,38. Op de nationale ranglijst van 2021 eindigde zij met haar 52,19 op de vierde plaats.

### Tweemaal estafette-zilver op WK's
In 2022 was het voor Saalberg zaak om zich verder op te werken tot een vast lid van de 4 × 400 m estafetteploeg. Er stonden indoor zowel als outdoor immers wereldkampioenschappen op het programma. Een eerste proeve van bekwaamheid waren de NK indoor in Apeldoorn. Opnieuw werd ze daar op de 400 m achter Bol en Klaver vierde, maar nu wel in 52,69, ruim een seconde sneller dan het jaar ervoor en op slechts vier honderdste seconde achter de vlak voor haar als derde finishende Lisanne de Witte. Bovendien had zij eerder in de serie zelfs 52,54 voor zich laten klokken. Het maakte dat zij inderdaad in maart werd uitgezonden naar de WK indoor in Belgrado, waar zij voor het eerst in de basis van het estafetteteam werd opgesteld. Zowel in de series als in de finale kwam Saalberg in actie en het leverde haar haar eerste internationale kampioenschapsmedaille op. Want in de formatie Lieke Klaver, Eveline Saalberg, Lisanne de Witte en Femke Bol werd in 3.28,57 het zilver veroverd, vlak achter het team van Jamaica, dat won in 3.28,40.
Dit goede resultaat bleek een geweldige opsteker voor Saalberg, die vervolgens aan het begin van het baanseizoen, op 25 mei bij een wedstrijd in het Spaanse Huelva, haar PR op de 400 m met bijna een volle seconde aanscherpte tot 51,22. Niet alleen klom de GVAC-atlete met deze prestatie op naar de vijfde plaats op de Nederlandse beste vrouwen aller tijden lijst, ze kwalificeerde zich er ook in één klap mee voor de EK in München en de WK in Eugene. Twee weken later bij de FBK Games dook Saalberg met 51,80 opnieuw onder de 52 seconden, een bevestiging van haar goede vorm. Op de NK in Apeldoorn, die vanwege de op handen zijn grote internationale toernooien reeds in de tweede helft van juni werden gehouden, beperkte zij zich, net als Klaver en Bol, tot de 200 m. Hierop werd zij zesde.
Op de half juli van start gegane WK kwam zij vervolgens in actie op de individuele 400 m en als lid van de 4 × 400 m gemengde estafette. Op de 400 m overleefde zij haar serie niet, maar toen had zij inmiddels al een zilveren medaille te pakken, want reeds op de openingsdag was zij in actie gekomen op de gemengde estafette. Samen met Liemarvin Bonevacia, Lieke Klaver en Tony van Diepen was zij in haar serie tweede geworden, waarmee het team zich had geplaatst voor de finale. Daarin werd haar plaats overgenomen door Femke Bol en in deze samenstelling veroverde het Nederlandse viertal de zilveren medaille in de nationale recordtijd van 3.09,90 achter het team van de Dominicaanse Republiek, dat won in 3.09,82. Twee WK’s met twee maal zilver op estafette-onderdelen, een veelbelovende score voor de 23-jarige Saalberg.

### EK-goud op de 4 × 400 m
Het hoogtepunt van het jaar 2022 moest voor Saalberg echter nog komen. Een maand na Eugene vonden alweer de Europese kampioenschappen in München plaats. Daar kwam de GVAC-atlete uit op de individuele 400 m en de 4 × 400 m estafette. Op het eerste onderdeel finishte zij in haar serie op een uitstekende tweede plaats in 51,81, waarna zij in de volgende ronde op een zesde plaats strandde in 52,45. Tot haar verdediging dient te worden opgemerkt dat, zelfs al zou zij in deze race haar eerdere beste jaartijd van 51,22 hebben geëvenaard, ze evenmin de finale had bereikt. Daartoe had ze minstens binnen de 50,45 hebben moeten eindigen en dat was sowieso nog een te grote hindernis.
Op de 4 × 400 m estafette werd in de series Saalbergs plaats ingenomen door Andrea Bouma. Samen met Lieke Klaver, Laura de Witte en Lisanne de Witte wist dit team die race te winnen in 3.25,84. In de finale ging Saalberg als startloopster van start, gevolgd door Lieke Klaver, Lisanne de Witte en Femke Bol. Het Nederlandse viertal bleek oppermachtig, waarbij vooral de eindrush van laatste loopster Femke Bol indrukwekkend was. De gouden medaille werd veroverd in een tijd van 3.20,87, bijna drie seconden sneller dan het nationale record dat op de Spelen van 2021 in Tokio was gevestigd. Goud en een nationaal record, het was het eerste grote hoogtepunt in de carrière van Eveline Saalberg.

### Goud met estafetteploeg op EK indoor 2023
In 2023 was het streven voor Saalberg erop gericht om opnieuw deel uit te maken van het basisteam op de 4 x 400 m estafette. Ook dit jaar stonden er namelijk met de EK indoor in Istanbul en de WK in Boedapest prestigieuze kampioenschappen op het programma. Bovendien smaakte de in 2022 veroverde gouden EK-estafettemedaille naar meer. De NK indoor speelden daarbij wederom een bepalende rol. Saalberg slaagde erin om, net als in voorgaande jaren, de finale van de 400 m te bereiken. Die zou de boeken ingaan als de legendarische race van Femke Bol die, opgejaagd door Lieke Klaver, in 49,26 het wereldindoorrecord van 49,59 van Jarmila Kratochvílová uit 1982 verpulverde. De prestaties van de overige deelneemsters vielen in de euforie direct na finish van Bol in het niet, hoewel tussen hen eveneens hard werd gevochten. Cathelijn Peeters besliste die strijd in haar voordeel, want in 53,11 finishte zij als derde, na eerder in haar serie al 52,94 voor zich te hebben laten registreren. Hiermee stelde zij haar plek in het estafetteteam voor Istanbul veilig. Lisanne de Witte en Eveline Saalberg finishten als vierde en vijfde, allebei in 53,20. De Witte had in haar serie echter net als Peeters al sneller gelopen, namelijk 52,61. Betekende dit een reserverol voor Saalberg in Istanbul?
Op de EK indoor in de Turkse hoofdstad begin maart namen Bol, Klaver en De Witte, voorafgaand aan de estafette, deel aan de individuele 400 m. Terwijl de eerste twee het goud en zilver op deze afstand onderling verdeelden, overleefde De Witte haar serie niet; zij bereikte niet het niveau van haar prestaties tijdens de NK indoor. Dit maakte dat voor de 4 x 400 m estafette, naast Bol en Klaver, gekozen werd voor Peeters en Saalberg. In de volgorde Klaver, Saalberg, Peeters en Bol ging het Nederlandse viertal na de start direct aan de leiding, om die vervolgens niet meer af te staan. Dit resulteerde in een gouden medaille in 3.25,66, een verbetering met bijna anderhalve seconde van het nationale indoorrecord uit 2021. Het was een tweede uitmuntende teamprestatie van de Vessemer atlete.

### Goud op NK 2023
Het was nu zaak om die goede estafetteprestaties om te zetten in een basisplaats in het nationale team op de WK in Boedapest. Dat was niet eenvoudig, want er dienden zich meer kandidates aan. Allereerst Cathelijn Peeters, die zich spectaculair ontwikkelde. Op de 400 m doorbrak die in één seizoen niet alleen de 53 seconden-, maar ook de 52 secondengrens, om begin augustus ten slotte uit te komen op 51,73. Een basisplaats naast Femke Bol en Lieke Klaver kon haar niet meer ontgaan. Vervolgens was daar Zoë Sedney, die van de 100 m horden was overgestapt op de 400 m en tijdens de EK U23 in Espoo vierde was geworden in een opvallend goede 52,02. Een tweede nieuwkomer was het 19-jarige talent Myrte van der Schoot, die op de EK U20 in Jeruzalem op de 400 m brons had veroverd in 52,85 en die daarna op de 4 × 400 m estafette als laatste loopster ook nog eens zilver voor het Nederlandse team uit het vuur had gesleept. Zelf wist Saalberg intussen voor het eerst sinds jaren haar PR, dat zij in 2022 op 51,22 had gesteld, niet te verbeteren. Haar beste jaartijd van 52,08 liep zij medio juli bij een wedstrijd in het Belgische Zolder. 
De NK in Breda, eind juli, fungeerden dus als scherprechter. Daar slaagde Saalberg met vlag en wimpel door in 52,20 al haar concurrentes, inclusief Lisanne de Witte, ruim voor te blijven en haar eerste nationale titel op dit onderdeel te veroveren.

### Historisch estafettegoud op WK 2023
In Boedapest was Saalberg, net als een jaar eerder op de EK in München, de startloopster van het Nederlandse team op de 4 × 400 meter. Samen met Cathelijn Peeters, Lisanne de Witte en Femke Bol werd het viertal in hun serie derde in 3.23,75. Een goede tijd, maar deze prestatie gaf nog niet direct zicht op een medaille. In de finale werd de plaats van Lisanne de Witte ingenomen door Lieke Klaver, die na Saalberg als tweede in de baan kwam, gevolgd door Cathelijn Peeters, met Femke Bol als slotloopster. Het was nu aan Eveline Saalberg om Lieke Klaver in een dusdanige positie te brengen, dat die aansluiting kon vinden bij de kop van het veld. Die opzet lukte, waarna Cathelijn Peeters die positie zo goed verdedigde, dat zij als derde wisselde met Femke Bol. Een bronzen medaille leek een zekerheid. Het werd echter meer. Want na een eindsprint die de boeken in zou gaan als een van de indrukwekkendste uit de historie van de vrouwenatletiek, sleepte Bol er zelfs een gouden medaille uit in 3.20,72, een verbetering van het een jaar oude Nederlandse record. Deze estafetteprestatie was een absoluut hoogtepunt in de carrière van dit Nederlandse viertal.

### NK indoor 2024: Opmaat voor WK indoor
Evenals in voorgaande jaren fungeerde de 400 m op de NK indoor in februari als scherprechter voor de samenstelling van de 4 × 400 m estafette bij de vrouwen voor de latere grote toernooien dat jaar, te beginnen met de WK indoor in Glasgow. De 400 meterfinale had veel weg van die van het jaar ervoor. In een afgeladen Apeldoornse atletiekarena stelde Femke Bol haar eigen wereldrecord van 49,26 uit 2023 met 0,02 seconden scherper, werd Lieke Klaver in een PR-tijd van 50,10 tweede en Cathelijn Peeters derde in 52,08 derde, na in de serie 52,01 te hebben gelopen. Saalberg werd nu vierde in 53,51, na eerder in de serie met 53,42 iets sneller te zijn geweest. Hiermee leek het basisteam voor Glasgow voor de hand te liggen. Lisanne de Witte had zich voor de finale wegens ziekte echter moeten afmelden, na in haar serie 53,04 te hebben gelopen. Die ziekte bleek van korte duur. Voor Glasgow was zij voldoende hersteld en daarmee stond de taakverdeling vast: het was aan debutante Myrte van der Schoot, Saalberg, De Witte en Bol om in de serie een plaats in de finale veilig te stellen. Dat lukte, want die wedstrijd werd gewonnen in 3.27,70. Vervolgens zorgden Klaver, Peeters, De Witte en Bol ervoor om het goud binnen te halen, door de Amerikaanse en Britse teams voor te blijven. Hun eindtijd was 3.25,07, een nationaal indoorrecord. Het eerste estafettegoud van 2024 was veroverd.

### Definitieve OS-kwalificatie
De volgende uitdaging diende zich al snel aan. Na een kort trainingskamp op Curaçao in april moest de 4 × 400 m estafetteploeg zich begin mei definitief zien te kwalificeren voor de Spelen in Parijs tijdens de World Athletics Relays in Nassau, Bahama's. Het leek een formaliteit, gezien het niveau dat deze ploeg inmiddels had bereikt. Daar echter ook kwalificatie van de ploeg voor de 4 × 400 m gemengde estafette op het programma stond, werden de beschikbare 400 meterloopsters over deze twee estafetteonderdelen verdeeld. Bol en Klaver werden ingezet op de gemengde estafette, terwijl de overige atletes van de selectie kwalificatie op de 4 × 400 m vrouwen moesten zien zeker te stellen door in hun serie bij de eerste twee eindigen. De eerste poging mislukte; Saalberg, Van der Schoot, De Witte en Peeters eindigden in hun serie als derde in 3.28,10. Dus was het nu zaak om in de herkansingsronde hoe dan ook bij de eerste twee te finishen. Dat lukte wel, want hetzelfde viertal als in de serie kwam nu tot 3.27,45 en won daarmee deze race. De missie was geslaagd.

### EK in Rome: estafettetitel geprolongeerd
Voordat alle aandacht naar de Olympische Spelen uit kon gaan, moest er op de EK in Rome echter eerst nog een titel worden verdedigd: die van Europees kampioen op de 4 × 400 m. Daartoe moest de volledige selectie van 400 meterloopsters worden ingezet. Er stond immers voorafgaand hieraan ook een 4 × 400 m gemengd op het programma, waarop van de vrouwen Bol en Klaver in actie zouden komen, omdat op dat onderdeel direct finale werd gelopen. Bovendien stonden Klaver, Bol en Peeters ingeschreven voor hun individuele onderdelen, te weten de 400 m (Klaver) en de 400 m horden (Bol en Peeters). Dit drietal werd om die reden gespaard voor de serie van de 4 × 400 m voor vrouwen en dus was het aan de overige loopsters uit de selectie om op de voorlaatste dag van het toernooi zich voor die finale te kwalificeren. Finishen bij de eerste drie was daartoe een vereiste. Het werd een spannende race. Eveline Saalberg, Anne van de Wiel en Myrte van der Schoot lagen op het moment van de wissel met slotloopster Lisanne de Witte vierde. Die laatste wissel verliep echter uitstekend, waarbij De Witte min of meer werd gelanceerd. Die slaagde erin om met een sterke eindsprint naar de derde plaats op te schuiven en in 3.25,99 de finale veilig te stellen. Een dag later moest het viertal Klaver, Peeters, De Witte en Bol de volle winst proberen binnen te halen. Dat lukte probleemloos, want vanaf de start lag het Nederlandse viertal vrijwel voortdurend aan de leiding. Bol hoefde hierdoor niet eens haar fenomenale eindsprint in te zetten, maar kon op kop lopend de wedstrijd gecontroleerd beëindigen en in 3.22,39 de eindoverwinning veiligstellen. Het leverde de volledige nationale selectie een gouden medaille op, een fraaie illustratie van de groei in de breedte die er op dit sprintonderdeel in de loop der jaren heeft plaatsgevonden.

### 51 secondengrens doorbroken
Saalberg moest natuurlijk eerst nog wel haar titel op de 400 m verdedigen op de NK in Hengelo, eind juni, alvorens de olympische strijd in Parijs zou losbarsten. Dit keer lukte het haar echter niet om Lisanne de Witte, die zij in 2023 nog achter zich had weten te houden, te verslaan. De Witte, die aan een sterk seizoen bezig was, won in 51,89, terwijl Saalberg nu als tweede finishte in 52,46. Tijden in de 51 seconden, die zij in 2022 verschillende keren had weten te produceren, leken er dit jaar maar niet uit te kunnen komen. Totdat zij half juli in het hooggelegen Zwitserse La Chaux-de-Fonds plotseling een 400 m in 50,95 op de klokken zette. Met deze prestatie klom zij op naar de vierde plaats op de Nederlandse ranglijst aller tijden. Ze behoorde nu tot de vier Nederlandse atletes die ooit de grens van 51 seconden hadden bedwongen. Saalberg stond op scherp voor de Olympische Spelen.

### Olympisch debuut op Spelen 2024
Op 9 augustus 2024, de voorlaatste dag van het olympisch atletiekprogramma, maakte Saalberg haar olympisch debuut op de Spelen van Parijs. Zij nam er deel aan de series van de 4 × 400 m estafette, samen met Lieke Klaver, Lisanne de Witte en Myrte van der Schoot. Van hen was Klaver de enige die al eerder in actie was gekomen, waaronder op de 4 × 400 m gemengde estafette, waarop olympisch goud werd veroverd. De andere twee die al eerder in actie waren gekomen, Femke Bol en Cathelijn Peeters, werden gespaard voor de finale. Het Nederlandse viertal slaagde er in de serie in om, na een fel gevecht met het Ierse team, achter Jamaica als tweede te finishen en zich te kwalificeren voor de finale. Hierin veroverden Klaver, Peeters, De Witte en Bol achter het ongenaakbare team van de Verenigde Staten het zilver in de nationale recordtijd van 3.19,50.

### Herbezinning in 2025
Opnieuw kon Saalberg terugzien op een uiterst succesvol atletiekjaar. Want als je met de nationale estafetteploeg 4 x 400 m goud wint op zowel de WK indoor als de EK, plus zilver op de Olympische Spelen, met bovendien een verbetering van je PR op de 400 m tot een tijd binnen de 51 seconden, valt er weinig op af te dingen. Toch keek de Brabantse er met enigszins gemengde gevoelens op terug. De plaats in het basisviertal, de vier atletes uit de selectie die de finaleraces voor hun rekening nemen en die Saalberg in 2023 had veroverd op Lisanne de Witte, had zij in 2024 weer aan de taaie Noord-Hollandse moeten afstaan. Die had zich in de basisformatie teruggevochten door zich met name te verbeteren op het laatste deel van haar 400 meter. Dit had zij bereikt door zich in de aanloop naar het baanseizoen vooral te richten op de middellange afstanden, zoals de 600 en 800 m. Natuurlijk zijn ook de atletes die in de series van een kampioenschapstoernooi uitkomen, uiterst belangrijk. Kom je daar niet doorheen, dan valt er immers überhaupt weinig te vieren. Niet voor niets wordt iedereen die heeft deelgenomen aan serie en finale, bij een medailleresultaat steevast betrokken bij de huldiging. Deel te mogen uitmaken van het viertal dat in de finale die medaille verovert, is echter het mooiste wat een atleet in deze discipline kan meemaken. Daar hoorde Saalberg in 2024 dus niet bij. En aangezien de nationale selectie op de 400 m zich alleen maar uitbreidde met de aanwas van nieuwe talenten, moest er iets gebeuren. Met name haar laatste stuk op de 400 meter was voor verbetering vatbaar. Ze besloot dus om, in navolging van De Witte, zich in eerste instantie vooral op die middellange afstanden te concentreren.
Op 25 januari ging Saalberg van start met een eerste optreden op een 800 m tijdens een indoorwedstrijd in Apeldoorn. Daar liep ze echter een diskwalificatie op. Vier dagen later ging het stukken beter in Belgrado, waar zij bij een indoorwedstrijd op de 800 m vierde werd in 2.07,25. Vervolgens werden er in februari, voorafgaand aan de NK indoor in Apeldoorn, binnen veertien dagen in drie verschillende landen vier 400 meter wedstrijden afgewerkt, waarvan de snelste in 52,82 ging. Er stond namelijk in de eerste week van maart een EK indoor in eigen land op het programma. Om kans te maken daaraan te kunnen deelnemen, moest Saalberg zich er wel voor kwalificeren. Dat lukte. Want hoewel zij in de NK indoorfinale, na eerdere seriewinst in 52,80, achter winnares Lieke Klaver in 52,82 vijfde werd – niet eerder was zij zo laag geëindigd, waarbij ze er ook nog hard voor moest werken om het jonge talent Madelief van Leur voor te blijven – was vrijwel de hele selectie nodig voor de EK indoor enkele weken later. Er stond immers naast de 4 x 400 m estafette voor het eerst ook een 4 x 400 m mixed estafette op het programma.

### EK indoor 2025: goud op mixed estafette
Op de eerste dag van de EK indoor in Apeldoorn werd bekend, dat van de 400 meterselectie Myrte van der Schoot geblesseerd was geraakt en daardoor moest afzien van deelname. Wellicht dat dit de aanwijzing van de vrouwen voor het eerste finale-onderdeel van dit toernooi, de 4 × 400 m mixed estafette, heeft beïnvloed. Feit is in elk geval dat naast de twee mannelijke deelnemers, Nick Smidt en Tony van Diepen, Eveline Saalberg en Femke Bol als de vrouwelijke deelnemers werden opgesteld. Bol had, na het voor haar hectische jaar 2024, besloten om het indoorseizoen 2025 over te slaan, met uitzondering van de twee estafetteraces in Apeldoorn. Hoe dan ook, nadat de furieus gestarte Smidt in de race brutaal de leiding had gepakt, was het aan Saalberg om die te consolideren. Dat deed ze door slim te lopen in de bochten en daardoor de concurrentie geen kans te geven om haar te passeren; pas in haar laatste meters moest zij een plaatsje inleveren. Van Diepens taak was het vervolgens om weinig tot geen terrein te verliezen. Bol zou zo in een goede uitgangspositie worden geplaatst om haar - inmiddels wereldberoemde - eindschot te plaatsen. Die opzet lukte, met de eerste gouden plak voor de Nederlandse equipe als resultaat. De toon was gezet, want in de loop van dit toernooi zou het bij die eerste plak niet blijven. Voor Saalberg was het een volgend hoogtepunt in haar loopbaan.

## Kampioenschappen

### Internationale kampioenschappen
| Onderdeel         | Titel                    | Jaar       |
| ----------------- | ------------------------ | ---------- |
| 4 x 400 m         | Wereldkampioene          | 2023       |
| 4 x 400 m         | Wereld indoorkampioene   | 2024       |
| 4 x 400 m         | Europees kampioene       | 2022, 2024 |
| 4 x 400 m         | Europees indoorkampioene | 2023       |
| 4 x 400 m gemengd | Europees indoorkampioene | 2025       |

### Nederlandse kampioenschappen
Outdoor
| Onderdeel    | Jaar |
| ------------ | ---- |
| 400 m        | 2023 |
| 400 m horden | 2019 |

## Persoonlijke records[9]
Outdoor
| Onderdeel    | Prestatie          | Datum            | Plaats            |
| ------------ | ------------------ | ---------------- | ----------------- |
| 100 m        | 11,80 s (+1,3 m/s) | 27 mei 2023      | Oordegem          |
| 200 m        | 23,39 s (+0,6 m/s) | 14 augustus 2021 | La Chaux-de-Fonds |
| 300 m        | 37,09 s            | 7 augustus 2021  | Leuven            |
| 400 m        | 50,95              | 14 juli 2024     | La Chaux-de-Fonds |
| 600 m        | 1.26,46            | 18 mei 2025      | Pliezhausen       |
| 800 m        | 2.02,97            | 14 juni 2025     | Leiden            |
| 400 m horden | 58,86 s            | 27 juli 2019     | Den Haag          |

Indoor
| Onderdeel | Prestatie | Datum            | Plaats    |
| --------- | --------- | ---------------- | --------- |
| 60 m      | 7,75 s    | 28 januari 2023  | Apeldoorn |
| 200 m     | 24,17 s   | 1 februari 2023  | Metz      |
| 400 m     | 52,54 s   | 26 februari 2022 | Apeldoorn |
| 800 m     | 2.07,25   | 29 januari 2025  | Belgrado  |

## Prestatieontwikkeling[9]
| Jaar | 200 m | 400 m     | 400 m hrd |
| ---- | ----- | --------- | --------- |
| 2016 | 25,80 | 60,38     | 71,18     |
| 2017 | 24,92 | 59,20     | 69,89     |
| 2018 | 24,88 | 56,64     | 63,44     |
| 2019 | 24,32 | 55,73     | 58,86     |
| 2020 | -     | 53,65 (i) | -         |
| 2021 | 23,39 | 52,19     | -         |
| 2022 | 23,52 | 51,22     | -         |
| 2023 | 23,56 | 52,08     | -         |
| 2024 | 23,47 | 50,95     | -         |
| 2025 | -     | 51,69     | -         |

## Palmares

### 200 m
- 2019: 6e NK indoor - 24,81 s
- 2022: 6e NK - 23,76 s (-0,9 m/s)(in ½ fin. 23,52 s)

Diamond League-resultaten
- 2021: 5e CITIUS Meeting Bern - 23,63 s (+0,1 m/s)

### 400 m
- 2020:  NK indoor - 53,65 s
- 2020:  NK - 54,16 s
- 2021: 4e NK indoor - 53,79 s
- 2021: 7e NK - 53,91 s
- 2022: 4e NK indoor - 52,69 s (in serie 52,54 s)
- 2022: 5e FBK Games - 51,80 s
- 2022: 7e in serie WK - 52,59 s
- 2022: 6e in ½ fin. EK 52,45 s (in serie 51,81 s)
- 2023: 5e NK indoor  - 53,20 s
- 2023: 5e FBK Games - 52,57 s
- 2023:  NK - 52,20 s
- 2024: 4e NK indoor  - 53,51 s (in serie 53,42 s)
- 2024:  NK - 52,46 s
- 2025: 5e NK indoor - 52,82 s (in serie 52,80 s)
- 2025:  NK - 51,69 s

Diamond League-resultaten
- 2021:  CITIUS Meeting Bern - 52,19 s
- 2021:  Memorial Van Damme (nat. progr.) - 52,38 s
- 2022: 4e Stockholm Bauhaus Athletics - 52,92 s
- 2023: 6e Weltklasse Zürich - 52,32 s
- 2024: 4e Weltklasse Zürich - 52,27 s

### 600 m
- 2025:  Ter Specke Bokaal - 1.27,47

### 800 m
- 2025:  FBK Games (tal. progr.) - 2.04,31
- 2025:  Gouden Spike - 2.02,97
- 2025: 7e EK landenteams First League in Madrid - 2.05,76

Diamond League-resultaten
- 2025: DNF Athletissima

### 400 m horden
- 2019:  NK - 58,86 s

### 4 x 400 m
- 2021: 4e World Athletics Relays - 3.30,12[10]
- 2022:  WK indoor – 3.28,57 s
- 2022:  EK – 3.20,87 s (NR)
- 2023:  EK indoor – 3.25,66 s (NR)
- 2023:  WK – 3.20,72 s (NR)
- 2024:  WK indoor - 3.25,07 (NR)[11]
- 2024:  herk. ronde World Athletics Relays - 3.27,45
- 2024:  EK - 3.22,39[12]
- 2024:  OS - 3.19,50 (NR)[13]

### 4 x 400 m gemengd
- 2021: 8e World Athletics Relays - 3.21,02
- 2022:  WK – 3.09,90 (NR)[14]
- 2025:  EK indoor - 3.15,63

## Onderscheidingen
- Sportploeg van het jaar (4 × 400 m) - 2022, 2023

1983: Walther, Busch, Koch, Rübsam ·
1987: Neubauer, Emmelmann, Schersing, Busch ·
1991: Ledovskaja, Dzjigalova, Nazarova, Bryzgina ·
1993: Torrence, Malone-Wallace, Kaiser-Brown, Miles-Clark ·
1995: Graham, Stevens, Jones, Miles-Clark ·
1997: Feller, Rohländer, Rücker, Breuer ·
1999: Tsjebykina, Gontsjarenko, Kotljarova, Nazarova ·
2001: Richards, Scott, Parris, Fenton ·
2003: Barber, Washington, Richards, Miles-Clark ·
2005: Petsjonkina, Krasnomovets, Antjoech, Pospelova ·
2007: Trotter, Felix, Wineberg, Richards ·
2009: Dunn, Felix, Demus, Richards ·
2011: Richards-Ross, Felix, Beard, McCorory ·
2013: Goesjtsjina, Firova, Ryzjova, Krivosjapka ·
2015: Day, Jackson, McPherson, Williams-Mills ·
2017: Hayes, Felix, Wimbley, Francis ·
2019: Francis, McLaughlin, Muhammad, Jonathas ·
2022: Diggs, Steiner, Wilson, McLaughlin ·
2023: Saalberg, Klaver, Peeters, Bol